# Minusculodelphis
Minusculodelphis minimus es una especie extinta de marsupial didelfimorfo de la familia Didelphidae. Es uno de los mamíferos de menor envergadura que han existido nunca a juzgar por los fósiles de una mandíbula con dientes de tamaño inferior a un milímetro. Los restos fósiles proceden de Brasil y están datados en el Paleoceno Medio.